# Les Grandes Heures de Rohan
Les Grandes Heures de Rohan sont un livre d'heures médiéval conservé à la Bibliothèque nationale de France (lat. 9471) qui fut composé entre 1430 et 1435 par le Maître de Rohan à Paris ou Angers. Le manuscrit conserve douze miniatures en pleine page, 54 en demi-page et 227 petites miniatures.

## Historique
Le Maître de Rohan réalise ce livre alors qu'il est au service de la maison d'Anjou. Il est sans doute basé à Angers, ayant quitté Paris probablement à la suite des troubles de la guerre de Cent Ans que connait la capitale royale à cette époque. Ce livre d'heure a vraisemblablement été commandé par Yolande d'Aragon : celle-ci a alors un projet d'union entre la maison d'Anjou et la maison de Rohan. Selon François Avril, l'ouvrage devait célébrer un mariage entre sa fille Yolande d'Anjou et le vicomte Alain IX de Rohan. Mais ce projet échoue. Les armes sont peintes dans l'ouvrage sans être pour autant des repeints. Par contre, des bannières au folio 26v présentent celles de Rohan mais pas celle de sa future femme,.
La maison professe de la Compagnie de Jésus à Paris en est propriétaire au XVIIe siècle. La Bibliothèque royale l'achète en 1784, après la mort en 1780 du duc de La Vallière qui en était propriétaire.

## Attribution des miniatures
Le manuscrit sert dès le début du XXe siècle à définir le style d'un artiste original qui prend alors un nom de convention d'après cet ouvrage. Par la suite, différentes mains ont été distinguées au sein du manuscrit. En 2010, il a été proposé d'identifier l'un d'entre eux au Maître de Giac, auteur des miniatures du calendrier ainsi que les portraits des évangélistes et de la crucifixion. Cette identification ne fait cependant pas l'unanimité.

## Description
Ce manuscrit enluminé comprend 239 folios de 29 cm sur 20 cm avec onze miniatures en pleine page et cinquante-quatre miniatures en demi-page, ainsi que deux cent vingt-sept petites vignettes ou illustrations. Quelques pages ont été perdues, les miniatures de pleine page étant quinze à l'origine : les miniatures de pleine plage perdues sont La Nativité, L'Adoration des mages, la première pages des psaumes pénitentiels qui représente habituellement la pénitence du roi David après son adultère avec Bethsabée, et la première page des Mystères joyeux des litanies de la Vierge.
Il suit la liturgie des Heures de Paris et commence par un calendrier suivi des extraits des Évangiles selon (dans l'ordre) saint Jean, saint Luc, saint Matthieu et saint Marc; puis par un extrait de la Passion selon saint Jean; les prières traditionnelles de la liturgie des Heures débutant par le petit office de la Sainte Vierge avec les offices de prime, de terce, de sexte et de none, suivis de psaumes et d'antiphones, de lectures et de répons, d'hymnes, de cantiques, de versicles et de diverses prières. Les sept psaumes pénitentiels qui suivent la liturgie des Heures proprement dite se poursuivent par diverses litanies et par les petites heures de la Croix et les petites heures du Saint Esprit. Les Grandes Heures de Rohan se terminent par une méditation sur les mystères douloureux de la Vierge qui est suivie par l'office des morts avec le Stabat Mater.
En marge des folios sans miniature de pleine page, des scènes de l'Ancien Testament en petites vignettes sont représentées avec un court texte rédigé en vieux français. Ce cycle iconographique unique constitue une véritable Bible moralisée.
Le propos du Maître de Rohan, qui est empreint d'un tempérament mystique, est ici d'évoquer des ambiances et des sentiments. Ses personnages souvent de forme étirée traduisent une expressivité inhabituelle dans le paysage artistique français de l'époque. Le Maître de Rohan fait fi de la spatialité et des idées de la perspective moderne pour exprimer son sentiment religieux.
Un fac-similé a été édité en 1973 à Paris, puis à New York. Un fac-similé complet relié de cuir avec des commentaires en espagnol a été édité à Madrid en 2006.

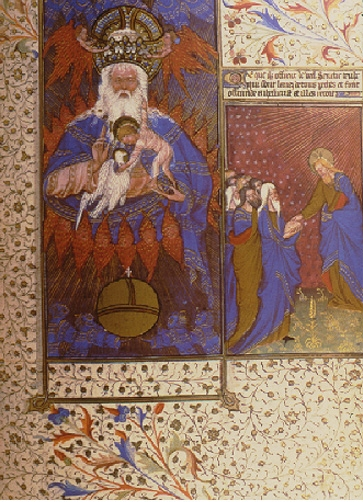
Cette illustration de la Trinité est exceptionnelle, Jésus étant figuré sous la forme de l'Enfant Jésus ce qui renvoie ainsi à la spiritualité française. Il relie dans un geste de gaieté innocente son Père au Saint Esprit, et devient ainsi l'élément central
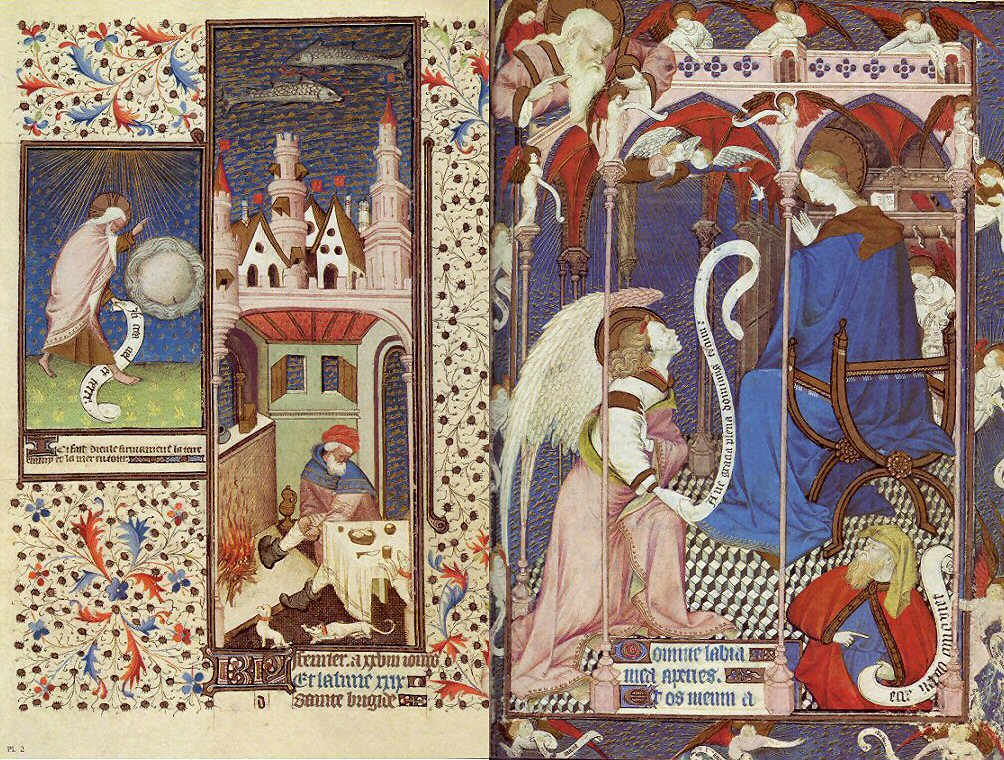
Exemple de double page : au recto l'Annonciation, la Vierge étant assise de dos pour souligner sa surprise ; au verso : calendrier de février avec un homme se chauffant les pieds à la cheminée et la vignette de l'Ancien Testament illustrant la séparation des éléments dans la Genèse

### Sources et bibliographie
- Millard Meiss, Marcel Thomas, Les Heures de Rohan (Paris, Bibliothèque nationale, manuscrit latin 9471), éditeur Draeger frères, 1973, 246 p.
- (de) Ingo F. Walther et Norbert Wolf, Codices illustres: die schönsten illuminierten Handschriften der Welt ; 400 bis 1600, Taschen, 2005 (ISBN 978-3-8228-4747-3)
  - (fr)Ingo Walther et Norbert Wolf (trad. de l'allemand), Codices illustres. Les plus beaux manuscrits enluminés du monde (400-1600), Paris, Taschen, 2001, 504 p. (ISBN 3-8228-5963-X), p. 306-309
- Nicole Reynaud et François Avril, Les Manuscrits à peintures en France, 1440-1520, Flammarion, 1993-1998, 439 p. (ISBN 978-2-08-012176-9), p. 26 (notice 4)
- Élisabeth Taburet-Delahaye (dir.), Paris 1400 : Les arts sous Charles VI, Paris, Fayard/RMN, 2004, 413 p. (ISBN 2-213-62022-9), p. 371-373
- (de) Eberhard König, Die Grandes Heures de Rohan. Eine Hilfe zum Verständnis des manuscrit latin 9471 der Bibliothèque nationale de France, Simbach am Inn, Pfeiler, 2006, 122 p.  (ISBN 978-3-9810655-2-7)
- (en) Eberhard König, « Twins in Attribution: A New Fashion or a Means to Better Understanding? The Case of the Grandes Heures de Rohan », dans Sandra Hindman, James Marrow (dir.), Books of Hours Reconsidered, London/Turnhout, Harvey Miller/Brepols, 2013, 532 p. (ISBN 978-1-905375-94-3), p. 339-350